# Landkreis Staffelstein
Der Landkreis Staffelstein gehörte zum bayerischen Regierungsbezirk Oberfranken. Vor dem Beginn der bayerischen Gebietsreform am Anfang der 1970er Jahre umfasste der Landkreis 58 Gemeinden.

## Geographie

### Wichtige Orte
Die einwohnerstärksten Gemeinden waren Staffelstein, Ebensfeld, Rattelsdorf und Seßlach.

### Nachbarkreise
Der Landkreis grenzte 1972 im Uhrzeigersinn im Norden beginnend an den Kreis Hildburghausen im Bezirk Suhl der Deutschen Demokratischen Republik und an die Landkreise Coburg, Lichtenfels, Bamberg und Ebern.

## Geschichte

### Bezirksamt
Das Bezirksamt Staffelstein wurde im Jahr 1862 durch den Zusammenschluss der Landgerichte älterer Ordnung Seßlach und Staffelstein gebildet.
Am 1. April 1931 wurden die Gemeinden Altenhof mit dem Weiler Hergramsdorf und dem Kirchdorf Tambach sowie Schorkendorf mit dem Dorf Eicha, der Einöd Krebsmühle und dem Weiler Ziegelhütte in das Bezirksamt Coburg eingegliedert.

### Landkreis
Am 1. Januar 1939 wurde die reichseinheitliche Bezeichnung Landkreis eingeführt. So wurde aus dem Bezirksamt Staffelstein der Landkreis Staffelstein.
Am 1. Juli 1972 wurde der Landkreis Staffelstein bei der Gebietsreform in Bayern aufgelöst:
- Die Gemeinden Busendorf, Ebing, Medlitz, Oberleiterbach, Rattelsdorf, Unterleiterbach und Zapfendorf kamen zum Landkreis Bamberg.
- Die Stadt Seßlach sowie die Gemeinden Autenhausen, Dietersdorf, Gemünda in Oberfranken, Gleismuthhausen, Gleußen, Hattersdorf, Herreth, Kaltenbrunn i. Itzgrund, Lahm i. Itzgrund, Lechenroth, Merlach, Neundorf, Oberelldorf, Rothenberg, Schottenstein,  Unterelldorf, Welsberg und Witzmannsberg kamen zum Landkreis Coburg.
- Die Stadt Staffelstein und alle übrigen Gemeinden wurden dem Landkreis Lichtenfels zugeschlagen.

## Einwohnerentwicklung
| Jahr | Einwohner | Quelle |
| ---- | --------- | ------ |
| 1864 | 19.148    | [ 7 ]  |
| 1885 | 19.105    | [ 8 ]  |
| 1900 | 17.329    | [ 9 ]  |
| 1910 | 16.896    | [ 9 ]  |
| 1925 | 16.756    | [ 10 ] |
| 1939 | 16.234    | [ 11 ] |
| 1950 | 22.767    | [ 12 ] |
| 1960 | 20.400    | [ 13 ] |
| 1971 | 20.200    | [ 14 ] |

## Gemeinden
Die Gemeinden des Landkreises Staffelstein vor der Gemeindereform.

Landkreis Staffelstein, Gemeindegrenzenkarte von 1961

| frühere Gemeinde             | heutige Gemeinde | heutiger Landkreis    |
| ---------------------------- | ---------------- | --------------------- |
| Altenbanz                    | Bad Staffelstein | Landkreis Lichtenfels |
| Autenhausen                  | Seßlach          | Landkreis Coburg      |
| Birkach                      | Ebensfeld        | Landkreis Lichtenfels |
| Busendorf                    | Rattelsdorf      | Landkreis Bamberg     |
| Dietersdorf                  | Seßlach          | Landkreis Coburg      |
| Dittersbrunn                 | Ebensfeld        | Landkreis Lichtenfels |
| Döringstadt                  | Ebensfeld        | Landkreis Lichtenfels |
| Draisdorf                    | Ebensfeld        | Landkreis Lichtenfels |
| Ebensfeld (Markt)            | Ebensfeld        | Landkreis Lichtenfels |
| Ebing (Markt)                | Rattelsdorf      | Landkreis Bamberg     |
| Eggenbach                    | Ebensfeld        | Landkreis Lichtenfels |
| Frauendorf                   | Bad Staffelstein | Landkreis Lichtenfels |
| Freiberg                     | Ebensfeld        | Landkreis Lichtenfels |
| Gemünda                      | Seßlach          | Landkreis Coburg      |
| Gleismuthhausen              | Seßlach          | Landkreis Coburg      |
| Gleußen                      | Itzgrund         | Landkreis Coburg      |
| Grundfeld                    | Bad Staffelstein | Landkreis Lichtenfels |
| Hattersdorf                  | Seßlach          | Landkreis Coburg      |
| Herreth                      | Itzgrund         | Landkreis Coburg      |
| Horsdorf                     | Bad Staffelstein | Landkreis Lichtenfels |
| Kaltenbrunn                  | Itzgrund         | Landkreis Coburg      |
| Kleukheim                    | Ebensfeld        | Landkreis Lichtenfels |
| Kümmel                       | Ebensfeld        | Landkreis Lichtenfels |
| Lahm                         | Itzgrund         | Landkreis Coburg      |
| Lechenroth                   | Seßlach          | Landkreis Coburg      |
| Medlitz                      | Rattelsdorf      | Landkreis Bamberg     |
| Merlach                      | Seßlach          | Landkreis Coburg      |
| Messenfeld                   | Ebensfeld        | Landkreis Lichtenfels |
| Nedensdorf                   | Bad Staffelstein | Landkreis Lichtenfels |
| Neundorf                     | Weitramsdorf     | Landkreis Coburg      |
| Oberbrunn                    | Ebensfeld        | Landkreis Lichtenfels |
| Oberelldorf                  | Seßlach          | Landkreis Coburg      |
| Oberküps                     | Ebensfeld        | Landkreis Lichtenfels |
| Oberleiterbach               | Zapfendorf       | Landkreis Bamberg     |
| Prächting                    | Ebensfeld        | Landkreis Lichtenfels |
| Rattelsdorf (Markt)          | Rattelsdorf      | Landkreis Bamberg     |
| Rothenberg                   | Seßlach          | Landkreis Coburg      |
| Schönbrunn                   | Bad Staffelstein | Landkreis Lichtenfels |
| Schottenstein                | Itzgrund         | Landkreis Coburg      |
| Schwabthal                   | Bad Staffelstein | Landkreis Lichtenfels |
| Serkendorf                   | Bad Staffelstein | Landkreis Lichtenfels |
| Seßlach (Stadt)              | Seßlach          | Landkreis Coburg      |
| Stadel                       | Bad Staffelstein | Landkreis Lichtenfels |
| Staffelstein (Stadt)         | Bad Staffelstein | Landkreis Lichtenfels |
| Stublang                     | Bad Staffelstein | Landkreis Lichtenfels |
| Uetzing                      | Bad Staffelstein | Landkreis Lichtenfels |
| Unnersdorf                   | Bad Staffelstein | Landkreis Lichtenfels |
| Unterbrunn                   | Ebensfeld        | Landkreis Lichtenfels |
| Unterelldorf                 | Seßlach          | Landkreis Coburg      |
| Unterleiterbach              | Zapfendorf       | Landkreis Bamberg     |
| Unterneuses                  | Ebensfeld        | Landkreis Lichtenfels |
| Unterzettlitz                | Bad Staffelstein | Landkreis Lichtenfels |
| Weingarten                   | Lichtenfels      | Landkreis Lichtenfels |
| Welsberg                     | Itzgrund         | Landkreis Coburg      |
| Wiesen                       | Bad Staffelstein | Landkreis Lichtenfels |
| Witzmannsberg                | Ahorn            | Landkreis Coburg      |
| Wolfsdorf                    | Bad Staffelstein | Landkreis Lichtenfels |
| Zapfendorf (seit 1955 Markt) | Zapfendorf       | Landkreis Bamberg     |

## Kfz-Kennzeichen
Am 1. Juli 1956 wurde dem Landkreis bei der Einführung der bis heute gültigen Kfz-Kennzeichen das Unterscheidungszeichen STE zugewiesen. Es wurde bis zum 30. April 1973 ausgegeben. Seit dem 16. Juli 2013 ist es aufgrund der Kennzeichenliberalisierung wieder im Landkreis Lichtenfels erhältlich.